# Carlo Andrea Caracciolo, II marchese di Torrecuso
Carlo Andrea Caracciolo, II marchese di Torrecuso (Napoli, 1583 – Napoli, 5 agosto 1646), è stato un nobile e militare italiano.

## Biografia
Figlio di Lelio Caracciolo, I marchese di Torrecuso e di sua moglie, Silvia Caracciolo di Casalbore, Carlo Andrea nacque a Napoli nel 1583. Dal lato paterno era il nipote di Galeazzo Caracciolo, noto per la sua conversione al calvinismo.
Intrapresa la carriera militare, alla morte del padre nel 1603 gli succedette nei titoli e nei possedimenti della sua casata, ma vendette poco dopo il feudo di Vibonati. Nel 1622 venne nominato maestro di capo dell'esercito spagnolo.
Maestro di Campo dell'esercito spagnolo nel 1622, combatté in Brasile al servizio del re di Spagna contro gli olandesi nella campagna militare del 1625, per poi tornare brevemente nel napoletano dove, l'11 dicembre 1626, acquistò coi proventi militari il feudo di San Giorgio con titolo di duca in favore del figlio primogenito, Carlo.
Sempre al fianco dell'esercito spagnolo, prese parte all'assedio di La Rochelle nel 1627. Rientrato a Napoli, nel 1630 venne nominato governatore dell'ospizio dell'Annunziata. Agli ordini di Gómez Suárez de Figueroa y Córdoba passa poi in Germania, liberando dall'assedio svedese le città di Breisach e Constanza e occupando Bad Säckingen, Bregenz, Laufenburg e Waldshut. Successivamente prese parte, al comando di un tercio napoletano, alla battaglia di Nördlingen. Nel 1637 riveste l'incarico di comandante militare della Borgogna. 
Nel 1638, nominato maestro di campo dei tercios di Navarra, prende parte a diverse operazioni militari nell'ambito della guerra franco-spagnola: tra queste il soccorso alla città assediata di Fuenterrabía e la riconquista della fortezza di Salses. Il malcontento della popolazione locale contro le forze spagnole acquartierate in Catalogna dopo la campagna contro i francesi sarà uno dei fattori scatenenti della Sollevazione della Catalogna. Caracciolo prese parte alle successive battaglie di Cambrils, Martorell, Montjuïc (nel corso della quale verrà ucciso il figlio Carlo Maria) e alla riconquista di Tarragona. Fallisce tuttavia nel tentativo di prestare soccorso all'assediata Perpignano. 
Nel 1642 ottiene il titolo di Grande di Spagna e il feudo di Campagna col titolo di principe per il figlio secondogenito da re Filippo IV di Spagna. Dopo un breve periodo a Napoli, nel 1644 viene destinato alle operazioni militari condotte dalla Spagna nell'ambito della guerra di restaurazione portoghese, sostituendo Diego de Benavides y de la Cueva. La guerra si trascina stancamente senza grandi operazioni militari, con atrocità e razzie commesse per approvvigionarsi. Solamente il 26 maggio 1644 si ha l'importante battaglia di Montijo. I portoghesi sotto il comando di Matias de Albuquerque avevano attraversato la frontiera e conquistato senza difficoltà la cittadina di Montijo nei pressi di Badajoz. Caracciolo e Ghislain de Bryas, marchese di Molinghem, comandante della cavalleria, si scontrarono con le forze portoghesi, in una battaglia sanguinosa nella quale entrambe le parti si proclamarono vincitrici. Pressato dalla corte spagnola per ottenere un risultato di maggiore portata, Caracciolo inizia, alla fine di novembre dello stesso anno, un'offensiva in territorio portoghese, fermandosi dinanzi alla piazzaforte di Elvas. Il 7 dicembre tuttavia, resosi conto dell'impossibilità di ottenere risulatati significativi, a causa del maltempo e della minaccia di un esercito di soccorso portoghese guidato da Joanne Mendes de Vasconcelos, desiste dall'assedio e ritorna in Spagna. Richiamato a corte, chiede ed ottiene nel febbraio del 1645 licenza per rientrare a Napoli. Viene sostituito come comandante delle forze spagnole in Estremadura da Diego Messía Felípez de Guzmán.
Assieme a Luigi Poderico partecipò con un contingente inviato dal regno di Napoli alla difesa della città di Orbetello, assediata dalle forze francesi comandate da Tommaso Francesco di Savoia. Giunto il 10 luglio del 1646 a Porto Ercole il contingente napoletano, unitosi alle forze spagnole già sul campo costrinse alla ritirata i francesi. Tra il 18 ed il 20 luglio del 1646 si conclusero tutte le operazioni militari, cui seguì il graduale ritorno dei militari a Napoli.
Ammalatosi durante la campagna militare Carlo Andrea morì a Napoli il 5 agosto 1646.

### Matrimonio e discendenza
Carlo Andrea Caracciolo sposò, il 12 aprile 1614, Teresa Vittoria Ravaschieri, figlia di Giovanni Battista, principe di Satriano e della consorte di questi Maria. Teresa Vittoria era la sorella di Orazio Giovan Battista Ravaschieri, principe di Belmonte. La coppia ebbe diversi figli, tra i quali Carlo Maria (1616-1641), morto nella battaglia di Montjuïc; Girolamo Maria (1617-1662), anch'egli rinomato militare e figura di primo piano nella repressione della rivolta napoletana del 1647-1648; Silvia (1622-1713), consorte di Carlo Emanuele Cavaniglia (1616-1663), V marchese di San Marco.

## Ascendenza
|                                                   |                                                           |                                               | Genitori                                 |  |  | Nonni |  |  | Bisnonni                                  |  |  | Trisnonni           |  |
|                                                   |                                                           |                                               |                                          |  |  |       |  |  | Colantonio Caracciolo, I marchese di Vico |  |  | Galeazzo Caracciolo |  |
|                                                   |                                                           |                                               |                                          |  |  |       |  |  | Colantonio Caracciolo, I marchese di Vico |  |  | Galeazzo Caracciolo |  |
|                                                   |                                                           | Camilla della Leonessa                        |                                          |  |  |       |  |  | Colantonio Caracciolo, I marchese di Vico |  |  |                     |  |
| Galeazzo Caracciolo, signore di Torrecuso         |                                                           |                                               |                                          |  |  |       |  |  | Colantonio Caracciolo, I marchese di Vico |  |  |                     |  |
|                                                   |                                                           | Giulia della Leonessa, baronessa di Torrecuso | Luigi della Leonessa, signore di Telese  |  |  |       |  |  |                                           |  |  |                     |  |
|                                                   |                                                           | Giulia della Leonessa, baronessa di Torrecuso | Luigi della Leonessa, signore di Telese  |  |  |       |  |  |                                           |  |  |                     |  |
|                                                   |                                                           | Giulia della Leonessa, baronessa di Torrecuso | Beatrice Carafa                          |  |  |       |  |  |                                           |  |  |                     |  |
| Lelio Caracciolo, I marchese di Torrecuso         |                                                           | Giulia della Leonessa, baronessa di Torrecuso |                                          |  |  |       |  |  |                                           |  |  |                     |  |
|                                                   |                                                           | Ottaviano Carafa di Nocera                    | Tiberio Carafa, I duca di Nocera         |  |  |       |  |  |                                           |  |  |                     |  |
|                                                   |                                                           | Ottaviano Carafa di Nocera                    | Tiberio Carafa, I duca di Nocera         |  |  |       |  |  |                                           |  |  |                     |  |
|                                                   |                                                           | Ottaviano Carafa di Nocera                    | Geronima de Borja Llançol y Moncada      |  |  |       |  |  |                                           |  |  |                     |  |
| Vittoria Carafa di Nocera                         |                                                           | Ottaviano Carafa di Nocera                    |                                          |  |  |       |  |  |                                           |  |  |                     |  |
|                                                   |                                                           | Dianora Coscia                                | …                                        |  |  |       |  |  |                                           |  |  |                     |  |
|                                                   |                                                           | Dianora Coscia                                | …                                        |  |  |       |  |  |                                           |  |  |                     |  |
|                                                   |                                                           | Dianora Coscia                                | …                                        |  |  |       |  |  |                                           |  |  |                     |  |
| Carlo Andrea Caracciolo, II marchese di Torrecuso |                                                           | Dianora Coscia                                |                                          |  |  |       |  |  |                                           |  |  |                     |  |
|                                                   | Bartolomeo Caracciolo, signore di Pietrelcina e Casalbore | Nicola Caracciolo, signore di Pietrelcina     |                                          |  |  |       |  |  |                                           |  |  |                     |  |
|                                                   | Bartolomeo Caracciolo, signore di Pietrelcina e Casalbore | Nicola Caracciolo, signore di Pietrelcina     |                                          |  |  |       |  |  |                                           |  |  |                     |  |
|                                                   | Bartolomeo Caracciolo, signore di Pietrelcina e Casalbore | Terella ?                                     |                                          |  |  |       |  |  |                                           |  |  |                     |  |
| Troiano Caracciolo di Casalbore                   | Bartolomeo Caracciolo, signore di Pietrelcina e Casalbore |                                               |                                          |  |  |       |  |  |                                           |  |  |                     |  |
|                                                   |                                                           | Roberta del Doce, signora di Gidi             | Giambattista del Doce                    |  |  |       |  |  |                                           |  |  |                     |  |
|                                                   |                                                           | Roberta del Doce, signora di Gidi             | Giambattista del Doce                    |  |  |       |  |  |                                           |  |  |                     |  |
|                                                   |                                                           | Roberta del Doce, signora di Gidi             | Antonella Tomacelli                      |  |  |       |  |  |                                           |  |  |                     |  |
| Silvia Caracciolo di Casalbore                    |                                                           | Roberta del Doce, signora di Gidi             |                                          |  |  |       |  |  |                                           |  |  |                     |  |
|                                                   |                                                           | Bartolomeo Carafa, I barone di Forli          | Adriano Carafa                           |  |  |       |  |  |                                           |  |  |                     |  |
|                                                   |                                                           | Bartolomeo Carafa, I barone di Forli          | Adriano Carafa                           |  |  |       |  |  |                                           |  |  |                     |  |
|                                                   |                                                           | Bartolomeo Carafa, I barone di Forli          | Caterina della Marra                     |  |  |       |  |  |                                           |  |  |                     |  |
| Antonia Carafa                                    |                                                           | Bartolomeo Carafa, I barone di Forli          |                                          |  |  |       |  |  |                                           |  |  |                     |  |
|                                                   |                                                           | Giovanna d'Eboli                              | Andrea d'Eboli, signore di Castropignano |  |  |       |  |  |                                           |  |  |                     |  |
|                                                   |                                                           | Giovanna d'Eboli                              | Andrea d'Eboli, signore di Castropignano |  |  |       |  |  |                                           |  |  |                     |  |
|                                                   |                                                           | Giovanna d'Eboli                              | Lucrezia Monsorio                        |  |  |       |  |  |                                           |  |  |                     |  |
|                                                   |                                                           | Giovanna d'Eboli                              |                                          |  |  |       |  |  |                                           |  |  |                     |  |